# Marktfolge
Unter Marktfolge versteht man im Bankwesen die nicht unmittelbar mit Kundenkontakt betrauten Geschäftsbereiche, die aufbauorganisatorisch von den „Marktbereichen“ zu trennen sind. 

## Allgemeines
Diese Funktionstrennung der kundenorientierten Abteilungen von Organisationseinheiten mit rein bankinternen Aufgaben soll Interessenkonflikte durch das Vier-Augen-Prinzip verhindern und die Unabhängigkeit wahren. Eine derartige Trennung ist bankaufsichtsrechtlich nur für das Kreditgeschäft vorgesehen. Zum Marktbereich (englisch Frontoffice) gehören dort die Bereiche, die Bankgeschäfte akquirieren oder initiieren. Über Kundenkontakt verfügen konkret im Marktbereich insbesondere die Kundenbetreuung und der Vertrieb, während vor allem die Kreditsachbearbeitung, Kreditanalyse und Risikocontrolling zur Marktfolge (englisch Backoffice) gehören. Dies schließt nicht aus, dass Kreditanalysten etwa im Rahmen der Kreditwürdigkeitsprüfung direkt in Kontakt mit dem Kreditnehmer treten dürfen, um unmittelbare Informationen über dessen Kreditwürdigkeit zu erhalten. Interessenkonflikte könnten hierbei entstehen, wenn sich der bloße positive Einfluss des Kreditnehmers – ohne Bezug zu den Kreditunterlagen und dessen Kreditwürdigkeit – positiv auf das Rating auswirken würde.

## Rechtsgrundlagen
Um derartige Interessenkonflikte zu vermeiden, sieht das Bankenaufsichtsrecht eine organisatorische Trennung zwischen Markt und Marktfolge vor. Auf der Grundlage des § 25a Abs. 1 KWG hat gemäß BTO 1.1 Tz. 1 MaRisk ein Kreditinstitut eine Trennung zwischen Markt und Marktfolge bis einschließlich zur Ebene der Geschäftsleitung zu gewährleisten. Auf der Marktfolgenseite müssen auch die Intensivbetreuung, die Problemkreditbearbeitung und die Risikovorsorge angesiedelt sein. Die Kreditentscheidung treffen nach BTO 1.1 Tz. 2 Markt und Marktfolge durch zwei zustimmende Voten. Im Regelfall besteht eine Kreditentscheidung aus zwei voneinander unabhängigen Entscheidungen („Voten“), die die beiden Bereiche für denselben Kredit zu treffen haben. Im Regelfall stimmen diese überein, und es kommt zur Kreditentscheidung oder -Ablehnung. Stimmen sie nicht überein, liegt ein Konfliktfall vor. Die Marktfolge entscheidet allein über Kontrahenten- und Emittentenlimite, bei nicht besonders risikorelevanten Kreditgeschäften reicht ein Votum aus.
Im Wertpapiergeschäft sind Finanzanalysten und ihre Finanzanalysen von der Anlageberatung und der Emittentenberatung zu trennen.

## Kreditprozess
Diese Trennung hat für den bankinternen Kreditprozess einige Besonderheiten zur Folge. Die Kreditanalyse erstellt autonom die Kreditvorlage und das Rating des Kreditnehmers und ist deshalb für den Schwerpunkt der quantitativen Analyse zuständig. Die Marktseite gibt hierzu ihr zweites Votum ab, kann jedoch intervenieren und löst damit einen Eskalationsprozess in höhere bankinterne Hierarchieebenen aus; die Marktfolge darf jedoch final entscheiden. Meinungsverschiedenheiten zwischen beiden Bereichen können durch deren unterschiedliche Interessenlagen entstehen, denn die Marktseite will Geschäfte abschließen, während für die Marktfolge das – eher geschäftsverhindernde – Kreditrisiko im Vordergrund steht. Unterschiedliche Einschätzungen können auch das Ergebnis von veränderten Umweltzuständen und neuen Erkenntnissen sein.